# Manderup Due (officer)
 Der er flere personer med dette navn, se Manderup Due.
Manderup Due (født 5. februar 1668 på Krastrup, død 11. marts 1710 i Helsingborg) var en dansk officer og godsejer. Han var en søn af Bernt Due (en søn af Manderup Due) til Krastrup og Elisabeth Krabbe.
Due blev, da han var 16 år gammel, sendt til København for at opdrages til den militære stand. To år efter blev han fændrik ved Livgarden til Fods og fulgte 1689 denne afdeling til Irland, hvor han deltog i krigen. 1691 blev han sekondløjtnant og tog nu del i kampene i Flandern, under hvilke han 1692 avancerede til premierløjtnant og 1695 til kaptajn reformé, indtil han ved sin hjemkomst efter freden blev udnævnt til kaptajn i Garden 1698. Han gjorde derefter en rejse til Frankrig, men da krigsurolighederne begyndte i Danmark 1700, blev han kaldt hjem og året efter ansat som major ved det nyoprettede Grenaderkorps. 1707 blev han oberst og chef for Vestsjællandske nationale Regiment og 1708 chef for Dronningens Livregiment og deltog med dette i Hærens landgang i Skåne. I slaget ved Helsingborg 10. marts 1710 blev han hårdt såret af to stykkugler i højre arm og venstre ben og døde natten derpå i Helsingborg, efter at armen var blevet amputeret.
Due var den sidste mand af sin slægt og blev begravet i Herlufsholm Kirke i Marcus Gjøes pragtfulde familiebegravelse. 19. oktober 1708 var han nemlig blevet gift med Charlotte Amalie Gjøe (født 11. februar 1689), datter af gehejmeråd Marcus Gjøe og Jytte Dorothea Thott, med hvem han fik Brahesborg, som han føjede til sine øvrige godsbesiddelser: Krastrup, Gundersted med flere. Hun blev atter gift 1717 med grev Christian Rantzau til Rosenvold og døde 31. juli 1724.